# Clytus arietoides
Clytus arietoides är en skalbaggsart som beskrevs av Edmund Reitter 1900. Clytus arietoides ingår i släktet Clytus och familjen långhorningar.
Artens utbredningsområde är Kazakstan. Inga underarter finns listade i Catalogue of Life.